# Maland
Maland oder Almalnad (arabisch: الملند) ist ein syrischer Ort.
Maland hat 2551 Einwohner (Stand 2004). Der Ort befindet sich im syrischen Gouvernement Idlib. Der Ort liegt im Distrikt Dschisr asch-Schughur.
Im Februar 2023 erschütterte ein Erdbeben das Dorf Maland, wobei die Moschee zerstört wurde.